# Sefer Halilović
Pour les articles homonymes, voir Halilović.
 (décembre 2019).
Si vous disposez d'ouvrages ou d'articles de référence ou si vous connaissez des sites web de qualité traitant du thème abordé ici, merci de compléter l'article en donnant les références utiles à sa vérifiabilité et en les liant à la section « Notes et références ».
Sefer Halilović est un général de l'Armée de la République de Bosnie-Herzégovine, né en 1952, à Prijepolje dans la région du Sandjak.

## Biographie
Il fut le chef de l'Armée de la République de Bosnie-Herzégovine lors de la guerre en ex-Yougoslavie.
Inculpé par le Tribunal pénal international pour l'ex-Yougoslavie, en tant que chef de l'Armée de la République de Bosnie-Herzégovine, et accusé d'être responsable de la mort de 33 civils croates de Bosnie à Grabovica, le 9 septembre 1993, il a été acquitté en novembre 2005, par le juge Liu Daqun. 
Il est actuellement président d'un parti politique, le Parti patriotique de Bosnie-Herzégovine (Bosanskohercegovačka patriotska stranka), qu'il a fondé en 1996. Le parti fait son entrée dans le parlement de Bosnie-Herzégovine lors des élections législatives d'octobre 2006. Il a obtenu un siège, occupé par Sefer Halilovic lui-même. Son mandat est de quatre ans.